# Dynia ozdobna

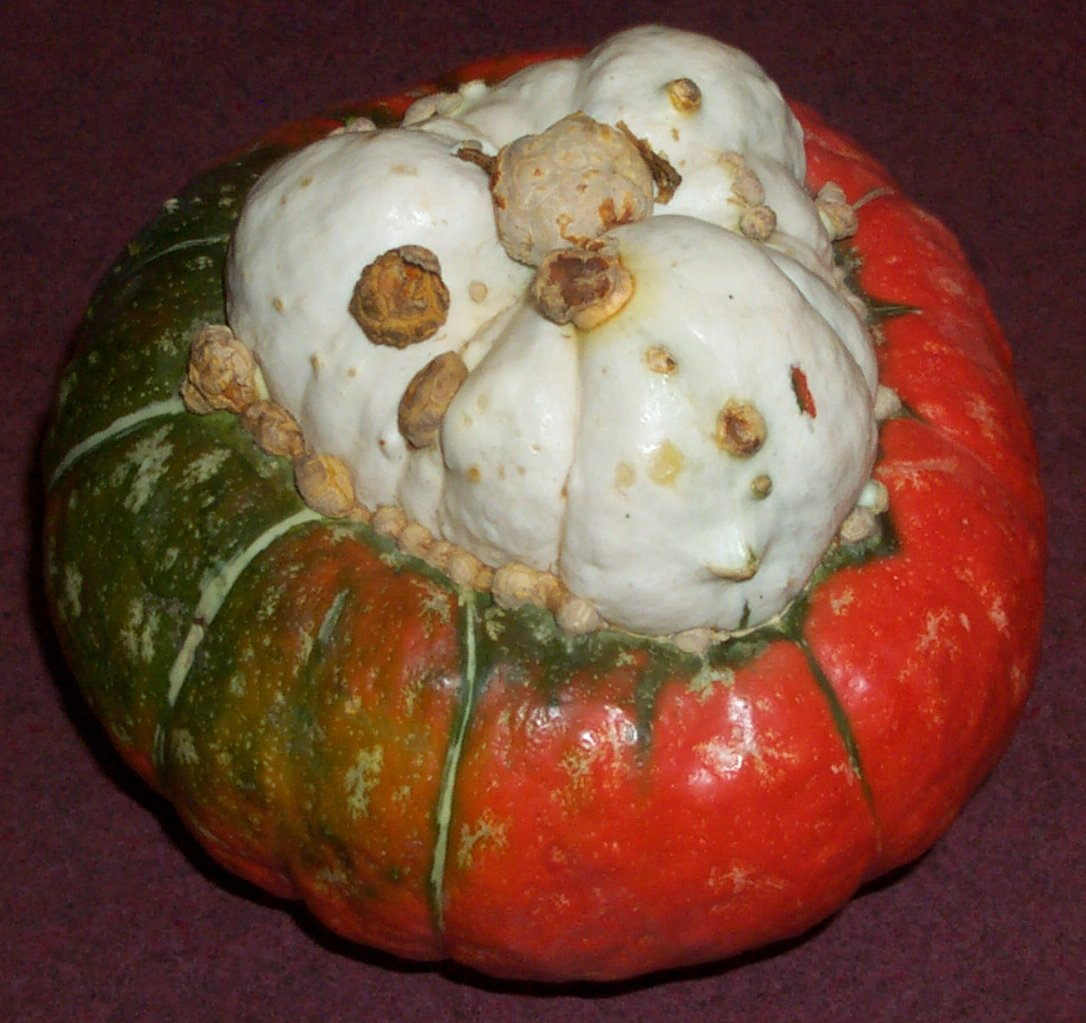
Odmiana sułtański turban

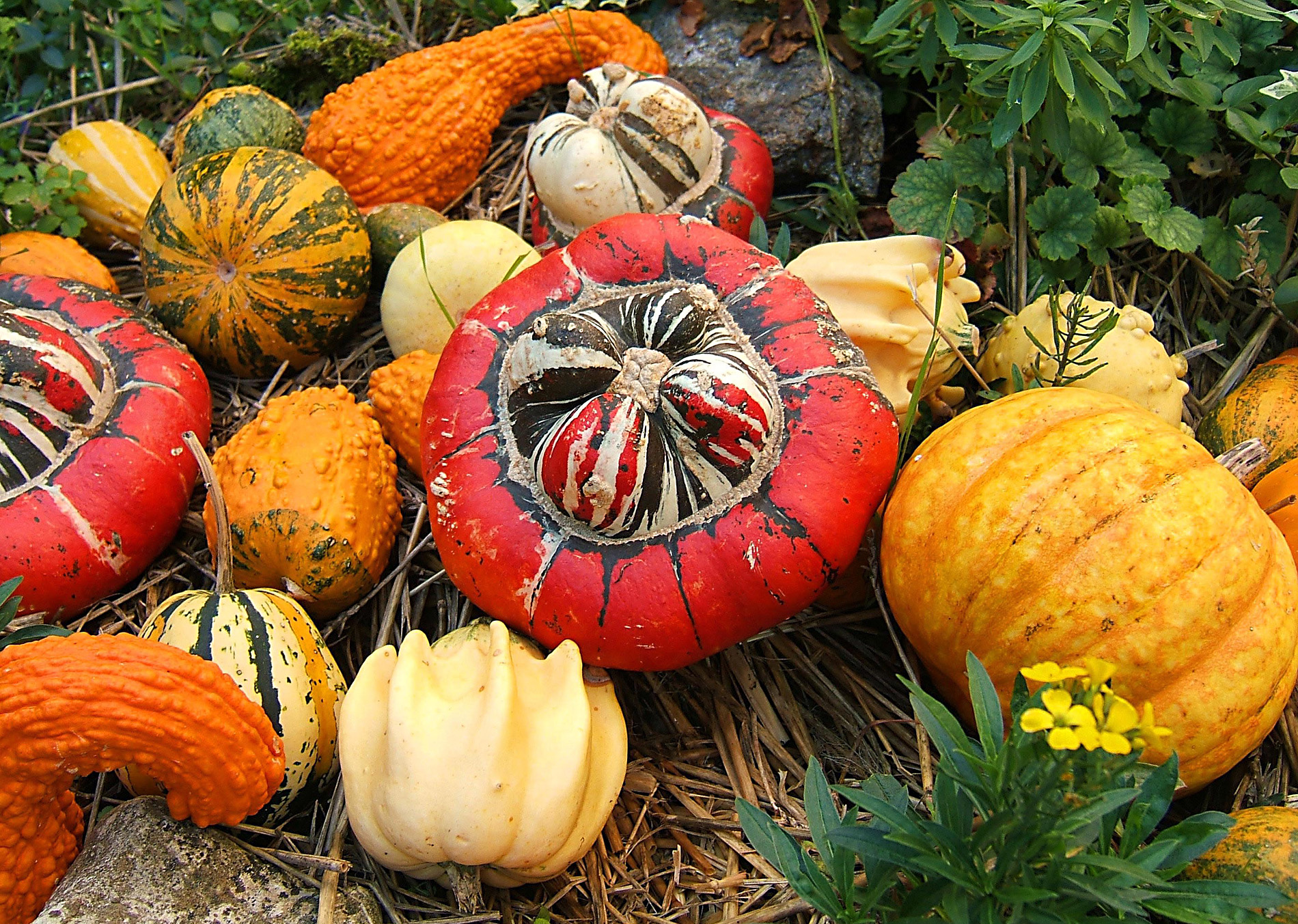
Odmiany ozdobne dyni zwyczajnej

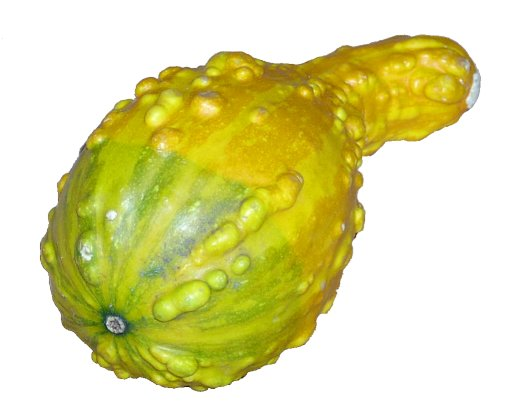
Tykwa ozdobna

Dynia ozdobna – nazwa zwyczajowa różnych gatunków i odmian dyni uprawianych dla ozdobnych owoców. Przeważnie są to różne odmiany dyni zwyczajnej (Cucurbita pepo) lub dyni olbrzymiej (Cucurbita maxima). W handlu pod pojęciem dyni ozdobnej spotkać także można różne odmiany tykwy (Lagenaria). To typowe, jednoroczne rośliny pnące, które tworzą wielobarwne owoce o rozmaitych kształtach, nie nadające się do spożycia. Owoce, zebrane we wrześniu lub październiku, wysuszone w suchym i przewiewnym miejscu mają walory dekoracyjne. Spotykane są różne odmiany różniące się kształtem i kolorami (np. korona cierniowa, dynia butelkowa, sułtański turban).
Wybrane odmiany
- 'Mandarin' – odmiana dyni olbrzymiej z owocami pomarańczowego koloru, o żeberkowanej skorupie.
- dynia olbrzymia turbanowa, zwana sułtańskim turbanem Cucurbita maxima var. turbaniformis. Ma owoce o średnicy do 25 cm przypominające kształtem turban. Najczęściej są kremowobiałe z pomarańczowym "turbanem".
- 'Pepo Blue Hubbara' – odmiana dyni zwyczajnej. Owoc o kształcie gruszki.
- 'Alladin' – odmiana dyni zwyczajnej. Owoc o kształcie butelki, turbanu, jabłka, pomarańczy, maczugi, kolby.
- 'Giranman Caleux d'Eysines' – odmiana dyni zwyczajnej o skorupie pokrytej różnorodnymi brodawkami.
- korona cierniowa – odmiana dyni zwyczajnej posiadająca cierniowy wianek otaczający szypułkę.
- 'Tristan' – odmiana dyni piżmowej, szara, posiadająca ozdobne żeberka.